# 609 Main at Texas
Le 609 Main at Texas est un gratte-ciel de 230,1 mètres construit en 2017 à Houston aux États-Unis.